# آرکیتکچر ۳۶۰
۳۶۰ آرکیتکچر (به انگلیسی: Architecture 360) نام یک شرکت بزرگ معماری در ایالات متحده آمریکا است. این شرکت قبل از سال ۲۰۰۴ با نام Heinlein Schrock Stearns شناخته می‌شد.
تخصص این شرکت طراحی ساختمانهای تجاری و میادین ورزشیست.

## برخی آثار
- ساختمان مرکزی انجمن سرطان آمریکا
- ورزشگاه میزو آرینا دانشگاه میزوری
- ورزشگاه کوهلز دانشگاه ویسکانسین
- ورزشگاه Bright House Networks Stadium در دانشگاه مرکز فلوریدا
- ورزشگاه سرپوشیده The Bank of Kentucky Center در دانشگاه شمال کنتاکی
- ناحیه پاور اند لایت کانزاس سیتی
- ورزشگاه دانشگاه آبرن
- ورزشگاه خانگی باشگاه فوتبال سن‌خوزه ارت‌کویکز[۱]

ورزشگاه بصره

## نگارخانه برخی آثار

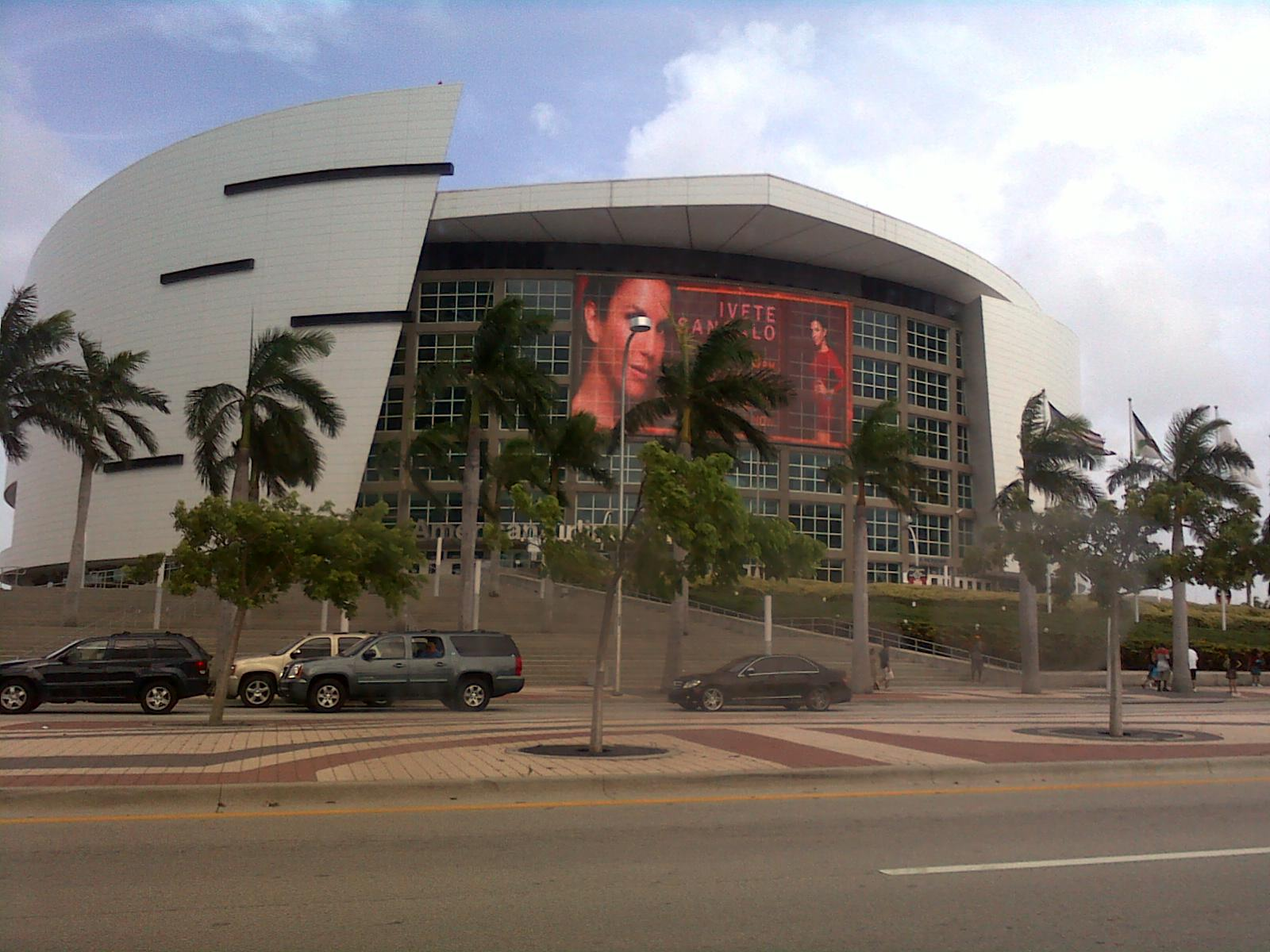
امریکن ایرلاینز آرینا
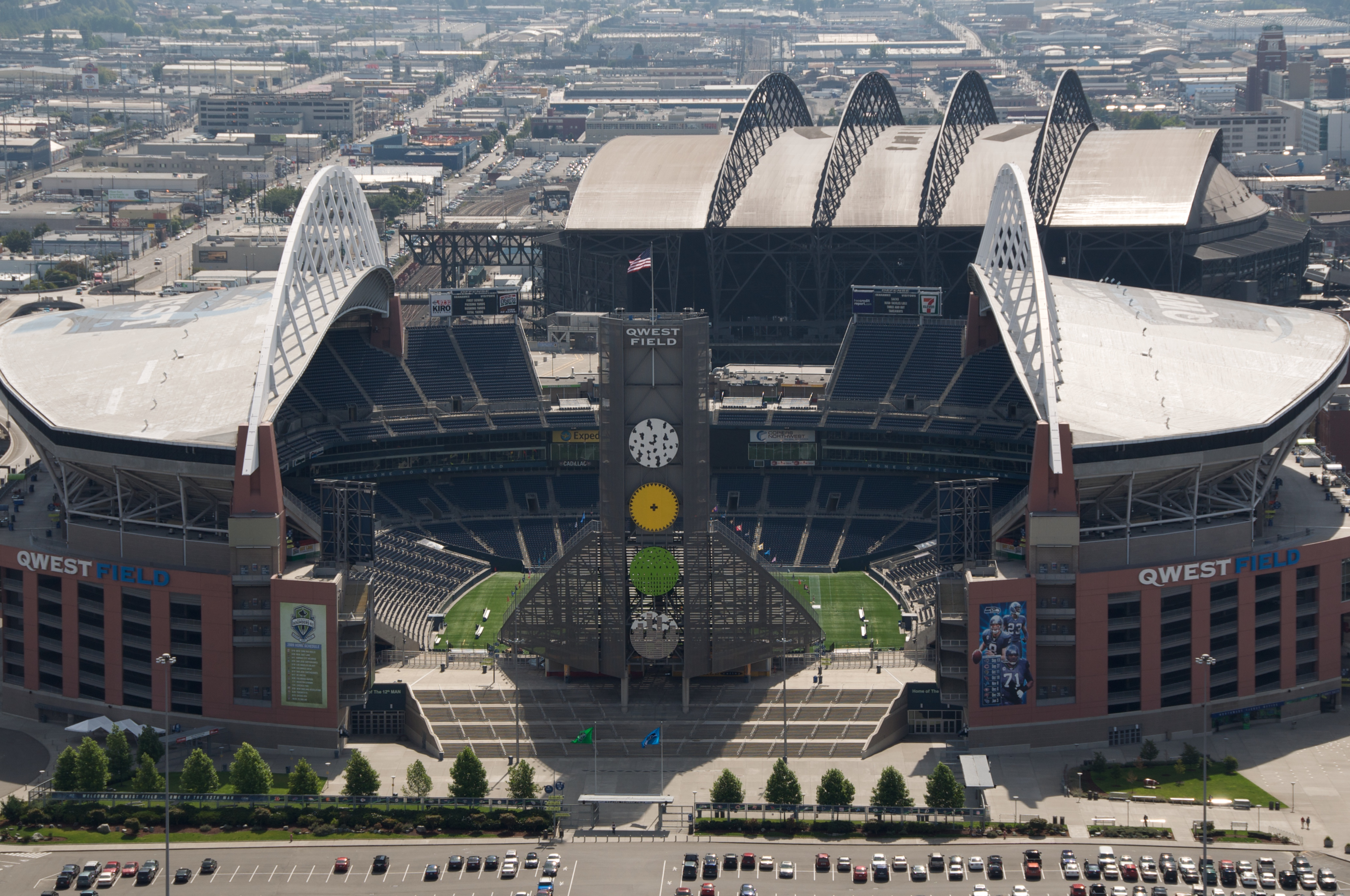
ورزشگاه سیفکو در سیاتل، واشینگتن
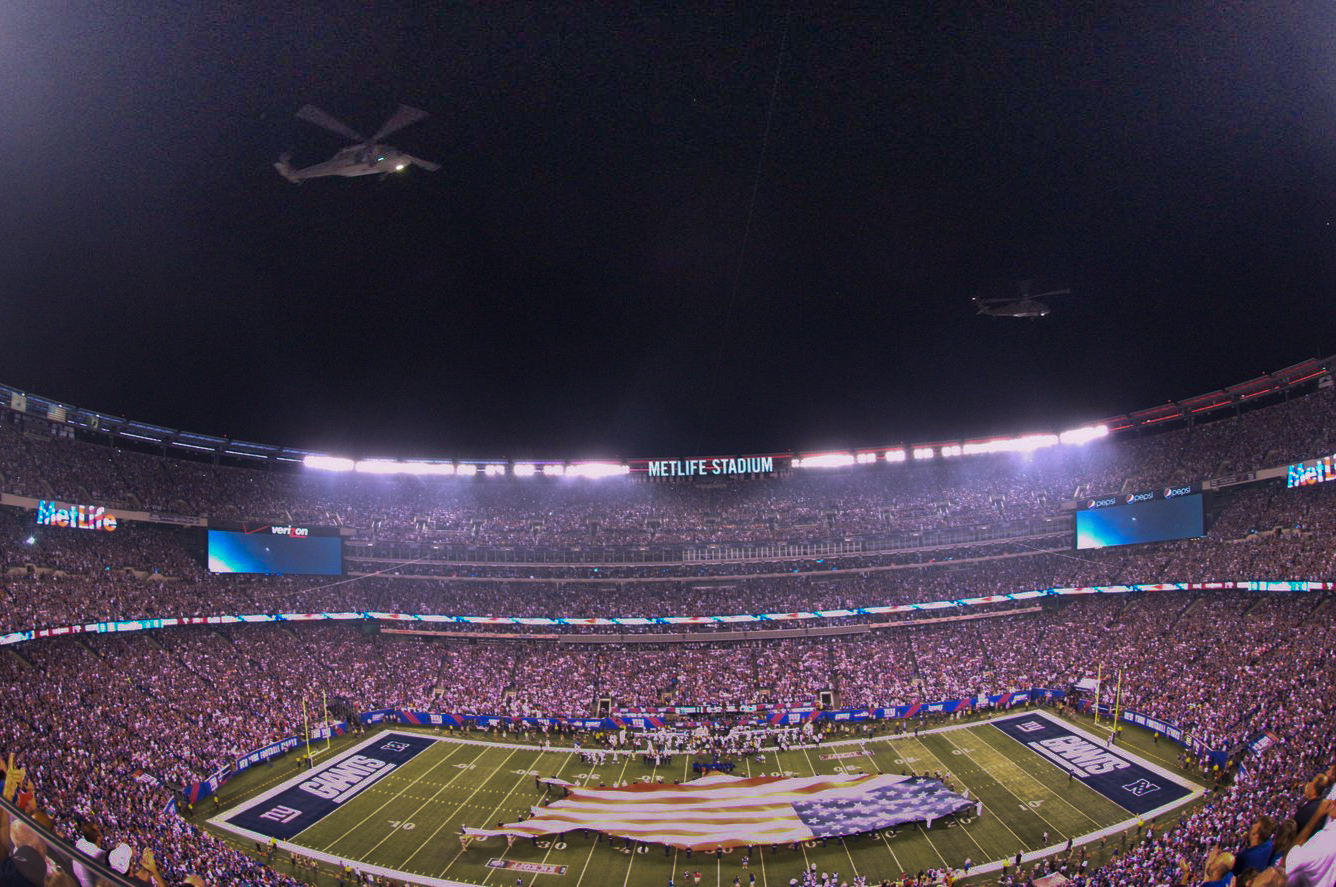
ورزشگاه صدهزار نفری متلایف در نیویورک
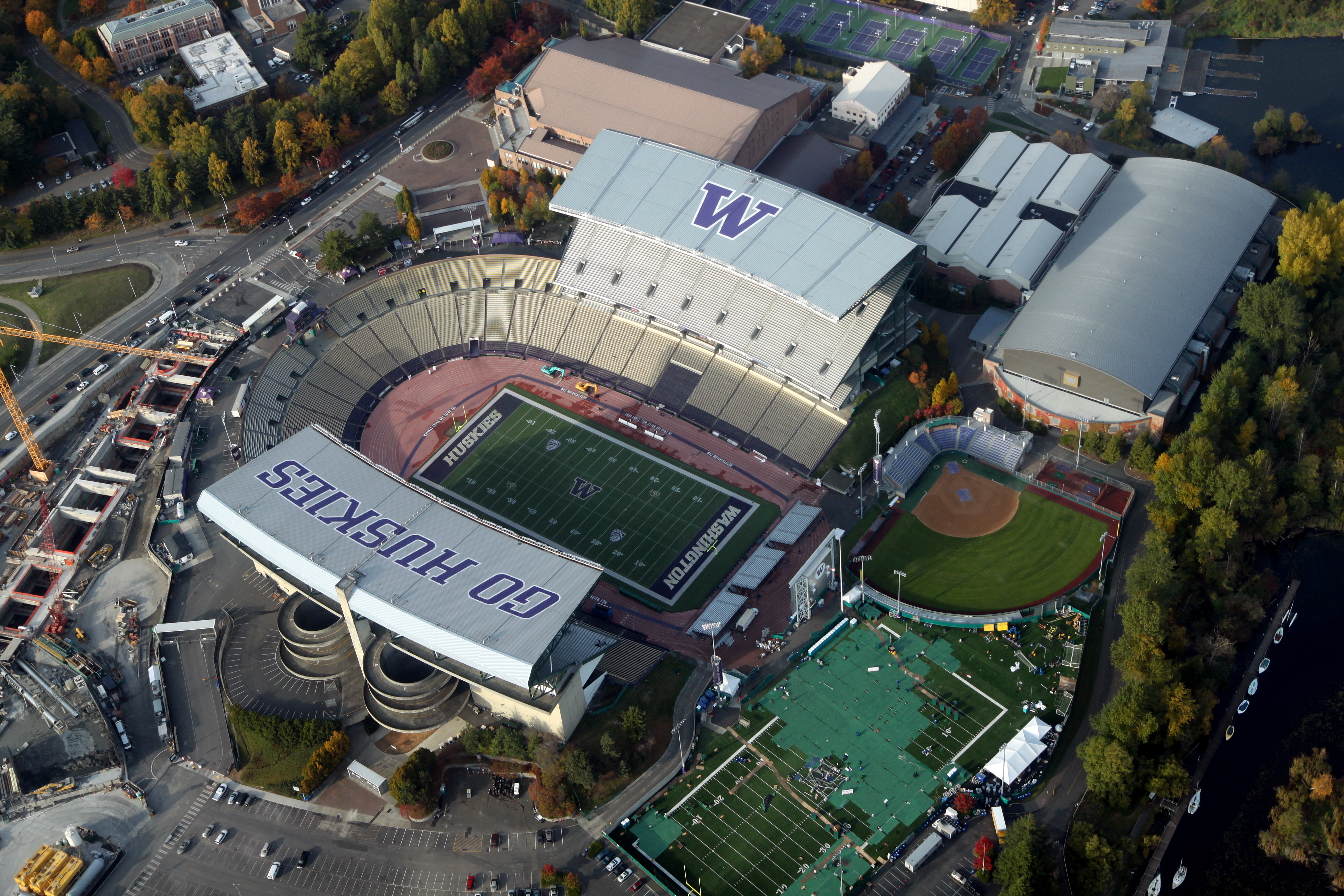
ورزشگاه هاسکی دانشگاه واشینگتن
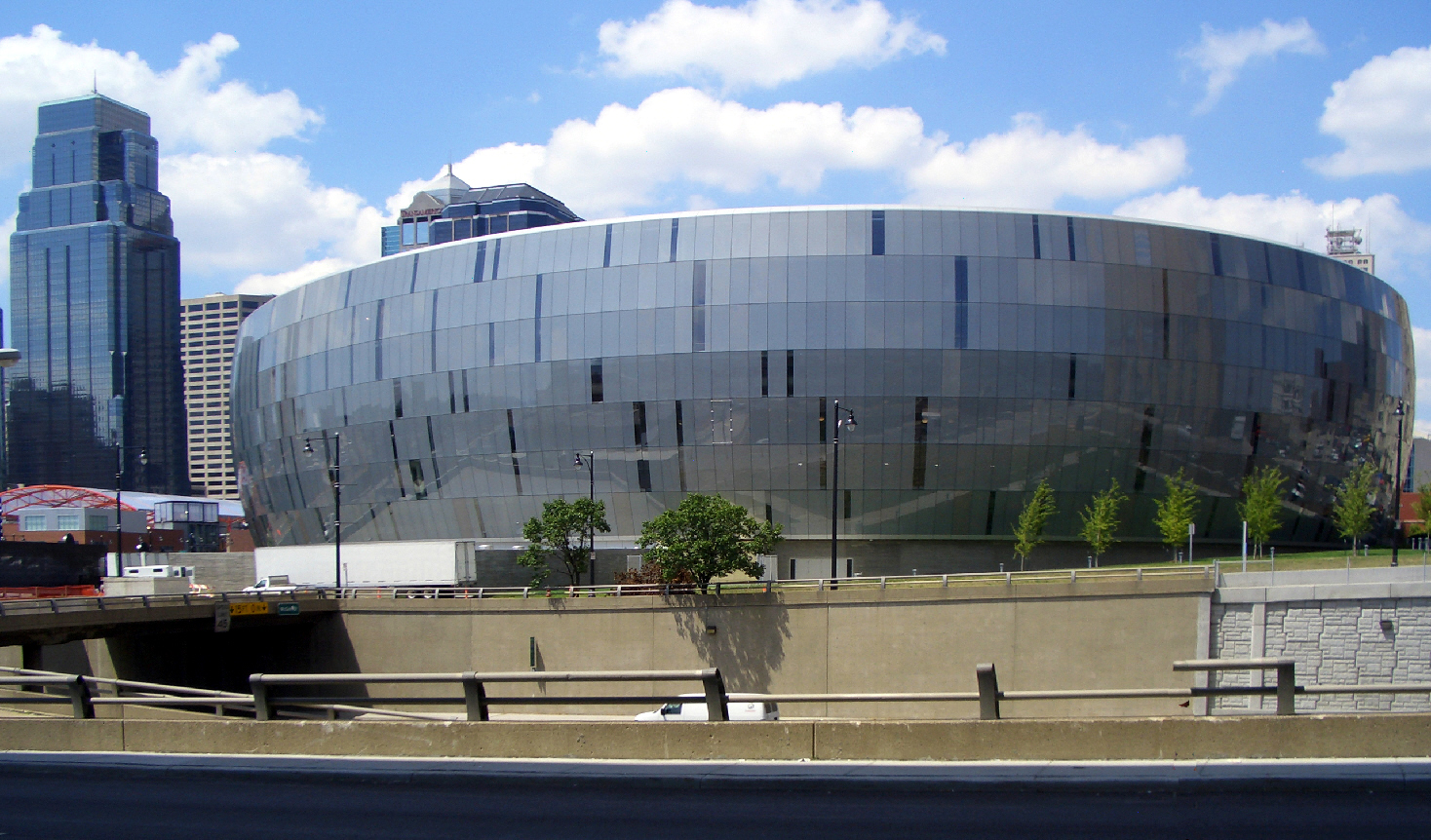
اسپرینت سنتر
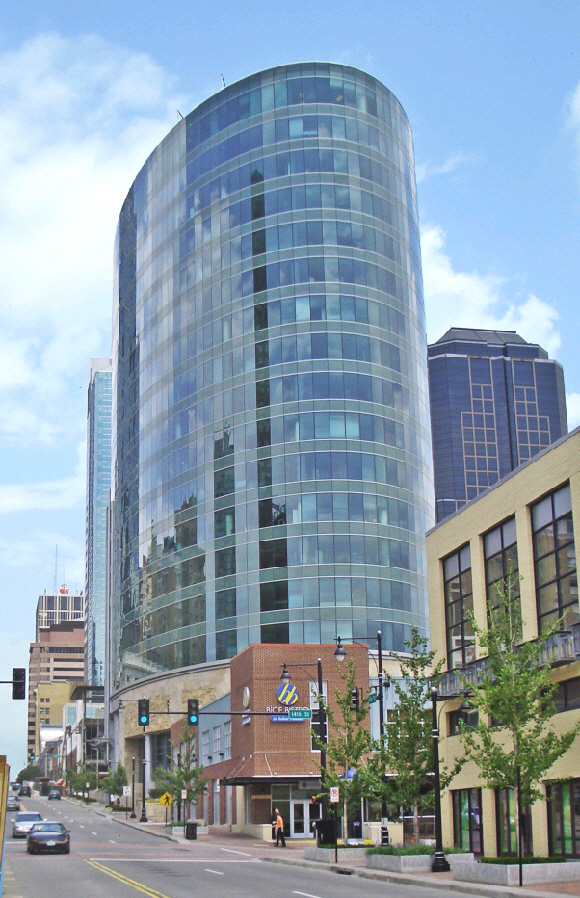
برج مرکزی اچ اند آر بلاک